# الفضايا (خولان)

تعديل مصدري - تعديل

الفضايا هي إحدى قرى عزلة الاعروش بمديرية خولان التابعة لمحافظة صنعاء، بلغ تعداد سكانها 1109 نسمة حسب تعداد اليمن لعام 2004.